# Судебная система Англии и Уэльса
Судебная система Англии и Уэльса — совокупность органов судебной власти, которые осуществляют правосудие в Англии и Уэльсе.
Особенностью судоустройства Великобритании является то, что оно состоит из трёх судебных систем: Англии и Уэльса, Шотландии и Северной Ирландии, объединить которые призван недавно созданный Верховный Суд Соединённого Королевства, являющийся высшей судебной инстанцией по отношению ко всем трём судебным системам и имеющий полномочия пересматривать некоторые их решения в порядке апелляции по вопросам права.
Есть исключения: в иммиграционном праве юрисдикция Трибунала по вопросам убежища и иммиграции распространяется на все Соединенное Королевство, в то время как в трудовом праве существует единая система трудовых судов для Англии, Уэльса и Шотландии, но не для Северной Ирландии. Кроме того, Служба военного суда обладает юрисдикцией в отношении всех военнослужащих вооруженных сил Соединенного Королевства в отношении нарушений военного законодательства.
Судебная система Англии и Уэльса состоит из:
- Верховный суд Соединенного Королевства (Supreme Court of the United Kingdom);
- Высшие суды Англии и Уэльса (Senior Courts of England and Wales):
  - Апелляционный суд Англии и Уэльса (Court of Appeal);
  - Высокий суд Англии и Уэльса (High Court of Justice);
  - Королевский суд Англии и Уэльса (Crown Court);
- Низшие суды (Subordinate courts):
  - суды графств (County Courts);
  - магистратские суды (Magistrates Courts);
  - специальные суды (Special Courts);
  - служба трибуналов (Tribunals Service)[2]

## Высшие суды Англии и Уэльса
Высшие суды Англии и Уэльса (Senior Courts of England and Wales) — судебный орган, состоящий из Апелляционного суда, Высокого суда правосудия и Королевского суда.
Высшие суды носили название «Верховный суд юстиции» (Supreme Court of Judicature) до 1981 года. С 1981 года они назывались «Верховный суд Англии и Уэльса» (Supreme Court of England and Wales). В 2009 году в соответствии с «Законом о судебной реформе 2005 года» были снова переименованы в «Высшие суды Англии и Уэльса», чтобы их название существенно отличалось от возникшего недавно «Верховного суда Соединенного Королевства».
Высшие суды Англии и Уэльса включают:
- Апелляционный суд (официально — Апелляционный суд Его Величества в Англии);
- Высокий суд (официально — Высокий суд правосудия Его Величества в Англии);
- Королевский Суд.[2]

## Низшие суды
К низшим судам относятся:
- Суды Графств (County Courts). Суд Графства (County Court) в судебной системе Англии и Уэльса является национальным судом с исключительно гражданской юрисдикцией. Кроме небольшого числа случаев, таких как гражданские иски против полиции, слушание дел происходит без участия присяжных заседателей. Судьи самостоятельно рассматривают дело, устанавливают факты и, применяя соответствующие положения закона, выносят обоснованное решение. Более сложные гражданские дела или дела, связанные с крупными суммами денег, передаются в Высокий суд.[2]
- Суд по делам семьи (Family Court) был создан в апреле 2014 года, когда соответствующие разделы Закона о судах и преступлениях 2013 года вступили в действие, и впервые за всю историю судебной системы Англии и Уэльса в одном суде были сосредоточены судьи всех уровней семейной судебной системы — магистраты, судьи районных и окружных судов, а также судьи Отделения по делам семьи Верховного суда. Семейный суд имеет национальную юрисдикцию. Одним из преимуществ нового Суда является сокращение излишних затрат времени и ресурсов на передачу дел между различными судами, в чем заключался основной недостаток предыдущей структуры.[2]
- Магистратские Суды (Magistrates Courts). Магистратский Суд (Magistrates’ Court) — это суд первой инстанции по уголовным делам. Дела по более тяжким преступлениям после предварительного слушания в магистратских судах передаются в Суд Короны. Дела меньшей тяжести и дела, связанные с несовершеннолетними, рассматриваются в магистратских судах, равно как и некоторые виды гражданских дел, в том числе касающиеся семейных вопросов. Решения магистратов по гражданским делам могут быть обжалованы в судах графств.[2]
- Специальные Суды (Special Courts). Ими являются: Коронерские суды: функция коронера (coroner) заключается в расследовании внезапных, насильственных или неестественных смертей. Коронеры проводят дознание (inquest), то есть предварительное (досудебное) расследование смертельных случаев. Коронерский суд рассматривает свидетельства, касающиеся тела и обстоятельств смерти, и на их основании выносит заключение о причине смерти, например, убийство или несчастный случай. Коронер и присяжные (дознания с участием присяжных составляют только 2 % всех расследований) должны выяснить только кем был умерший, когда, где и при каких обстоятельствах он умер и другие сведения необходимые для регистрации смерти.[2] Военный суд — это суд по уголовным делам военнослужащих Королевского флота, армии и ВВС, а также гражданскими лицами, работающими в воинских частях. Он был учрежден на основании Закона о вооруженных силах 2006 взамен трех ранее существовавших параллельных систем. Военный суд является независимым постоянным судом в составе отдельной юрисдикции под названием Система военного правосудия, которая в целом отражает гражданскую систему правосудия, хотя имеет юрисдикцию на всей территории Великобритании и может проводить разбирательства в любой точке мира, где присутствуют Королевские вооруженные силы. В каждом Военном суде должен быть независимый гражданский судья, известный как судья-адвокат, который руководит проведением разбирательства и консультирует по всем возникающим юридическим вопросам. Для решения вопроса о виновности собирается Комиссия, состоящая из выбранных случайным образом офицеров и уорент-офицеров, выполняющих роль присяжных заседателей.[2]
- Служба Трибуналов (Tribunals Service). Трибуналы — важная, специализированная часть судебной системы Англии и Уэльса. Трибуналы являются независимыми судебными органами, созданными Парламентом для разрешения споров между частными лицами или организациями и государственными органами. (Примером такого разбирательства может быть претензия бывшего военнослужащего на военную пенсию, отклоненная министерством обороны). Такие трибуналы заседают на всей территории Великобритании. В Англии и Уэльсе насчитывается почти 100 различных трибуналов, каждый из которых специализируется на конкретной области. Среди наиболее распространенных: трибуналы, касающиеся сельскохозяйственных земель, трудовой деятельности, предоставления убежища и иммиграции, психического здоровья; трибуналы, которые принимают решения, влияющие на финансы населения, например, имеют ли люди право на социальное обеспечение или выплаты по уходу за ребенком; трибуналы решающие вопросы, касающиеся ответственности физических лиц и компаний по уплате налогов и сборов.[2]